# 宇部市立黒石中学校
宇部市立黒石中学校（うべしりつ くろいしちゅうがっこう）は山口県宇部市東須恵にある公立中学校。

## 概要
宇部市厚南地区の宅地化による人口増加に伴い、宇部市立厚南中学校から学区の一部（黒石地区、原地区）を分離する形で1991年（平成3年）に新設された。
場所は、山陽小野田市との境界線に程近い丘陵地を切り拓いた場所に位置し、学校敷地の西側は宇部伊佐専用道路と接している。

## 沿革
出典
- 1988年（昭和63年）9月 - 厚南新設校建設推進委員会設立。
- 1989年（平成元年）
  - 2月 - 校名を「黒石中学校」と決定。
  - 10月 - 校舎建築開始。
- 1991年（平成3年）
  - 1月 - 校舎建築完成。
  - 4月 - 宇部市立厚南中学校より分離し、宇部市立黒石中学校として開校。同月、開校式挙行。
  - 6月 - 開校記念式典挙行。
  - 7月 - プール完成。
- 1992年（平成4年）2月 - 校歌制定し、発表会開催。
- 2000年（平成12年）3月 - 校舎1階バリアフリー化工事実施し、身障者用トイレ設置。
- 2013年（平成25年） - 1学年の生徒数が多くなったため、4組から5組に増える。[要出典]
- 2017年（平成29年）9月 - ノーチャイム開始。

## 備考
- 同じ通学区域内にある宇部市立黒石小学校は、当中学校の開校より3年後の1994年（平成6年）に開校した。

## 部活動
2013年4月8日現在
- バレーボール部（女子）
- バスケットボール部（女子）
- 卓球部（男子・女子）
- ソフトテニス部（男子・女子）
- 硬式テニス部（男子・女子）
- 陸上部
- 剣道部
- サッカー部
- 野球部
- 美術部
- 吹奏楽部
- バドミントン部（臨時部）
- 水泳部（臨時部）

※以前は男子バスケットボール部・男子バレーボール部・合唱部・ボランティア部があったが部員数が少ないため廃部となった。

## 出身者
- 清木場俊介
- ヒゲドライバー（作曲家、ミュージシャン）
- 西嶋有矢（サッカー選手・ガイナーレ鳥取）